# اچ‌ام‌ای‌اس بندیگو (اف‌سی‌پی‌بی ۲۱۱)
اچ‌ام‌ای‌اس بندیگو (اف‌سی‌پی‌بی ۲۱۱) (به انگلیسی: HMAS Bendigo (FCPB 211)) یک کشتی است که طول آن ۱۳۷٫۶ فوت (۴۱٫۹ متر) می‌باشد. این کشتی در سال ۱۹۸۳ ساخته شد.